# پارک منطقه‌ای دریاچه برنابی
پارک منطقه‌ای دریاچه برنابی (انگلیسی: Burnaby Lake Regional Park) دریاچه ای است واقع در برنابی، بریتیش کلمبیا و ویژگی جغرافیایی کانونی و همنام پارک منطقه ای دریاچه برنابی است. این دریاچه ۳٫۱۱ کیلومتر مربع (۷۷۰ هکتار) زمین را اشغال می‌کند و زیستگاه انواع حیات وحش است. حداقل ۷۰ گونه پرنده این دریاچه و مناطق اطراف را خانه خود می‌کنند و حدود ۲۱۴ گونه پرنده در طول سال از دریاچه بازدید می‌کنند.